# Улунь
Улунь (д/н — бл. 120) — 1-й вождь племінного союзу південних сяньбі у 93—120 роках.

## Життєпис
Про батьків відомості відсутні. Відомий власне під китайським аналогом імені — Улунь, сяньбійське не визначено. Став очільник одного з племен сяньбі близько 85 року. На той час головним ворогом залишалися північні хунну. Невдовзі уклав союз з Хусє-Шічжухоуді, шаньюєм південних хунну та вождями племен дінлін. У 87 році завдав тяжкої поразки північнохуннуському шаньюю Юулю, якого було вбито. З нього Улунь наказав здерти шкіру, а з черепа зробити ритуальну чашу.
Проте війна з північними хунн тривала до 93 року, коли зрештою їх державу було знищено. Володіння переможених було розділено з південними хунну. Такий успіх сприяв Улуню для об'єднання племен сяньбі у єдиний союз племен (на кшталт конфедерації).
У 94 році прийшов на допомогу ханським військам проти повсталого хунну Фенхоу, завдавши тому поразки. Втім до 96 року замирився з останнім. З цього часу Улунь обрав тактику розширення володіння, укладаючи тимчасові союзи. 97 року сяньбі атакували місто Фейжусянь в Ляодуні, після чого тамтешній губернатор Цзі Сень був усунутий від управління за бездіяльність. У 97—99 роках успішно атакував землі південних хунну.
У 101 році здійснив напад на командирство Юян, але без особливого успіху. Тому знову вимушений був укласти мирний договір з імперією Хань, номінально визнавши її зверхність. 109 року підтримав повстання південних хунну проти імперії.
З 112 року почав військові кампанії проти Фенхоу, який посилився серед північних хунну. 115 року частина сяньбі атакувало Ляодунський півострів, але зазнало втрат. 117 року у вирішальній битві було завдано поразки Фенхоу, який невдовзі здався китайцям. Водночас Улунь суттєво розширив володіння. Того ж року атакував командирство Ляосі, де захопив чималу здобич.
До кінця панування здійснював напади на прикордонні китайські командирства. Помер близько 120 року. Йому спадкував син або онук Цічжіцзянь.